# Grammy Award para Melhor Álbum de Música Alternativa
O Prêmio Grammy para Melhor Álbum de Música Alternativa é um prêmio concedido a álbuns de qualidade de artistas no gênero rock alternativo no Grammy Awards, uma cerimónia criada em 1958 e originalmente chamado de Gramophone Awards, Há honras apresentados em várias categorias na cerimônia anual pela National Academy of Recording Arts and Sciences dos Estados Unidos de "honrar as realizações artísticas, a proficiência técnica e a excelência global na indústria fonográfica, sem levar em conta as vendas de álbuns ou posição nas paradas".
Embora a definição de "alternativa" tenha sido muito debatida, O prêmio foi apresentado pela primeira vez em 1991 para reconhecer álbuns de rock não mainstream "fortemente tocado em estações de rádio da faculdade". De acordo com a descrição da categoria no 52º Grammy Awards, o prêmio é concedido ao "álbum vocal ou instrumental de música alternativa pelo menos 51% o tempo de reprodução de música recém-gravada", definindo "alternativo" de "não-tradicional" do gênero que não "tem nada a ver com a música mainstream". Em 1991, desde 1994-1999, o prêmio ficou conhecido como Melhor Performance de Música Alternativa. Desde 2001, os premiados são incluídos os produtores, engenheiros e/ou mixers associados com o trabalho indicado para além dos artistas da gravação.
Até 2010, Radiohead e The White Stripes, são os maiores vencedores desta categoria, vencendo três vezes, cada. O vocalista do Radiohead, Thom Yorke, foi também indicado para o prémio de 2007 e 2020 com álbuns solo. Beck Hansen e Coldplay venceram nessa categoria duas vezes, sendo este último o único grupo a vencer dois anos consecutivos. Os artistas norte-americanos receberam mais vezes o prêmio do que qualquer artista de outra nacionalidade; embora tenha sido apresentado aos músicos ou grupos do Reino Unido, cinco vezes, da Irlanda, duas vezes, e da França, uma vez. As musicistas Tori Amos e Björk, mantém o recorde de maiores números de indicações sem vitória, com cinco e sete indicações, respectivamente.

## Vencedores

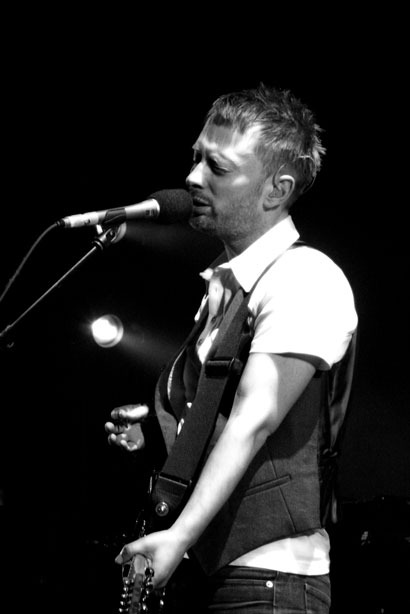
Thom Yorke da banda três vezes vencedora Radiohead

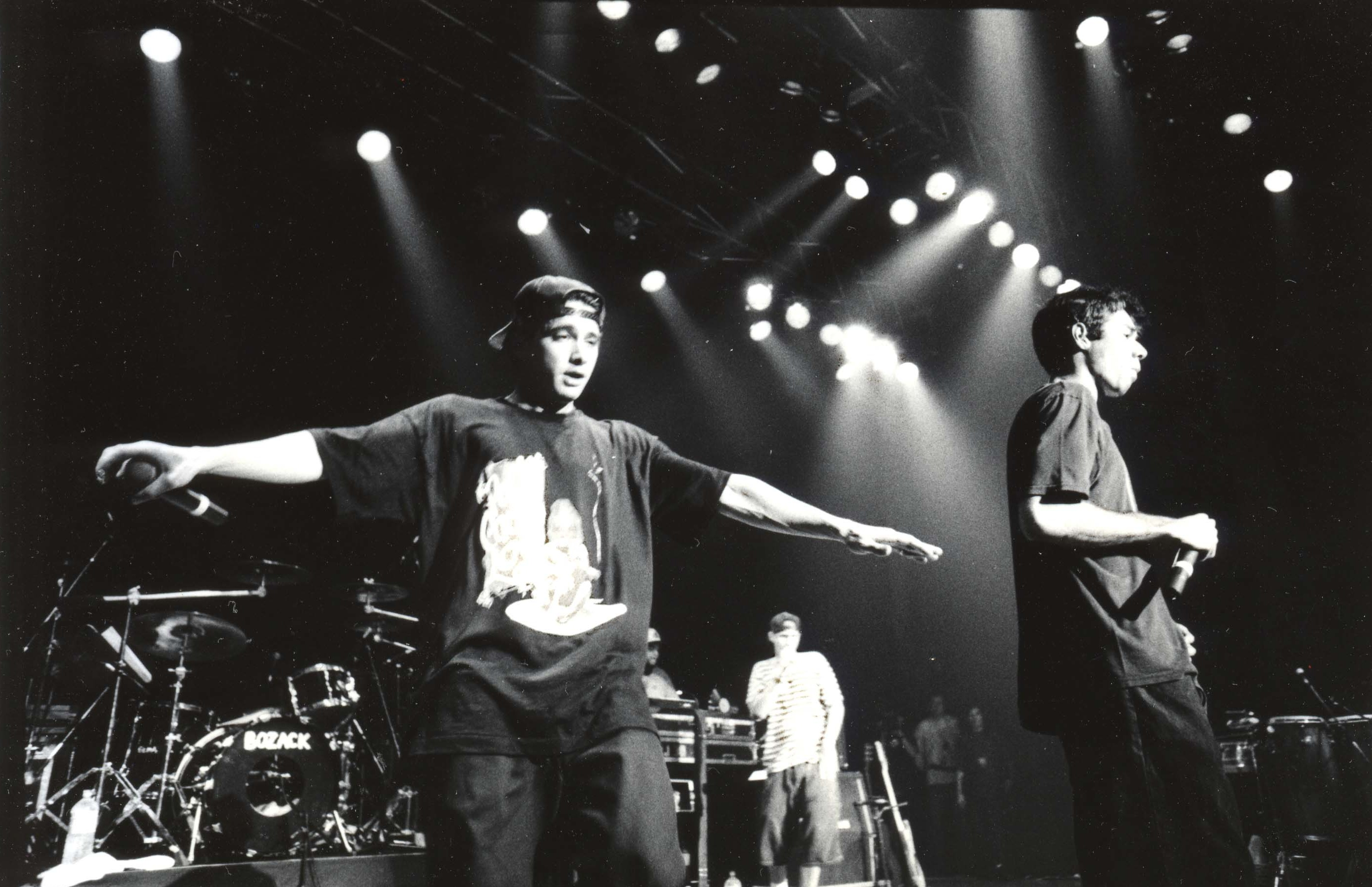
Vencedor de 1999, Beastie Boys

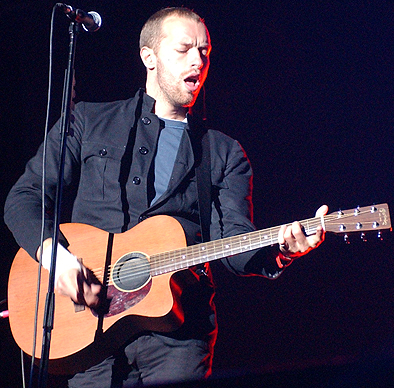
Chris Martin do Coldplay venceram duas vezes seguida

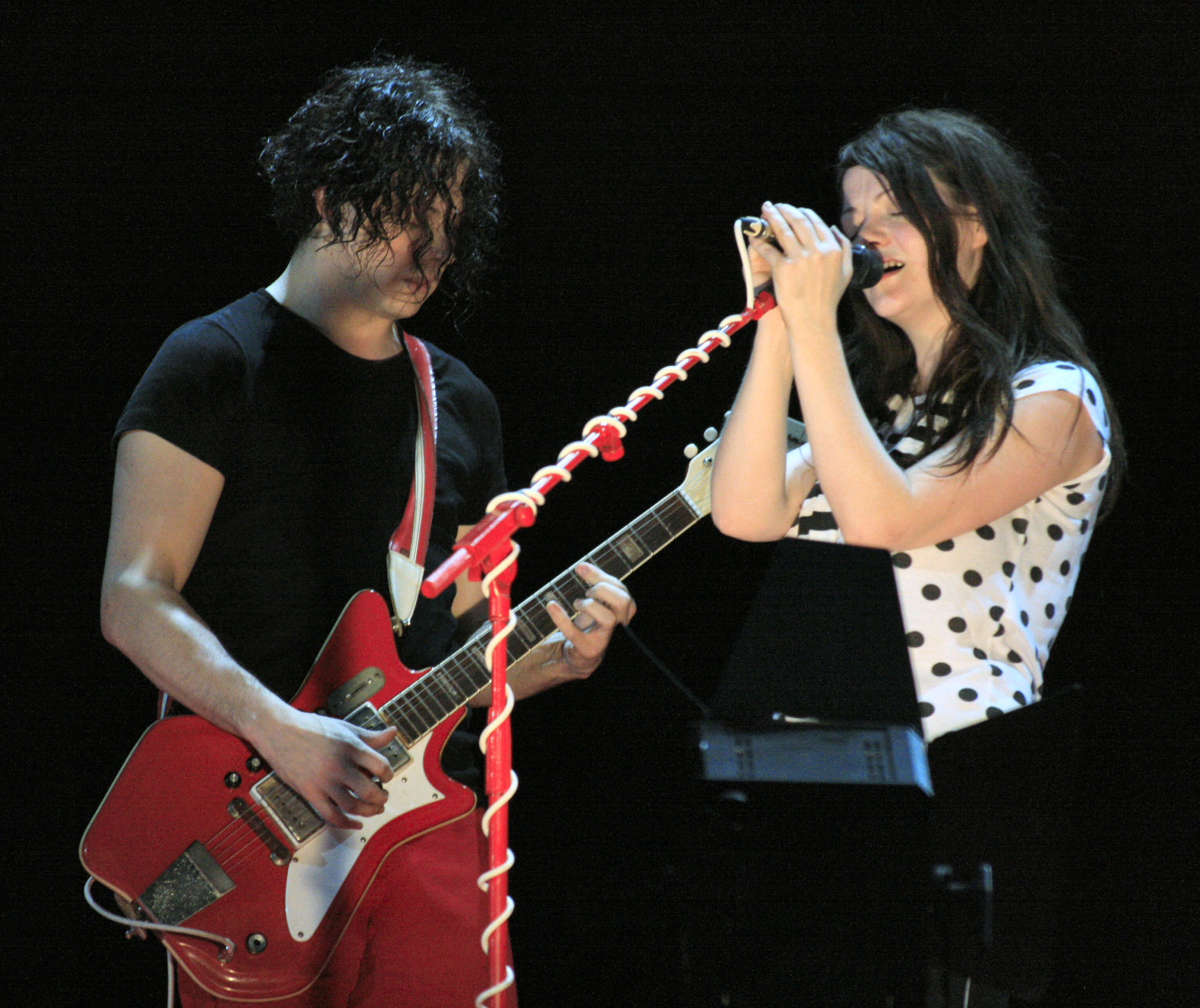
Jack White e Meg White venceram três vezes com o The White Stripes

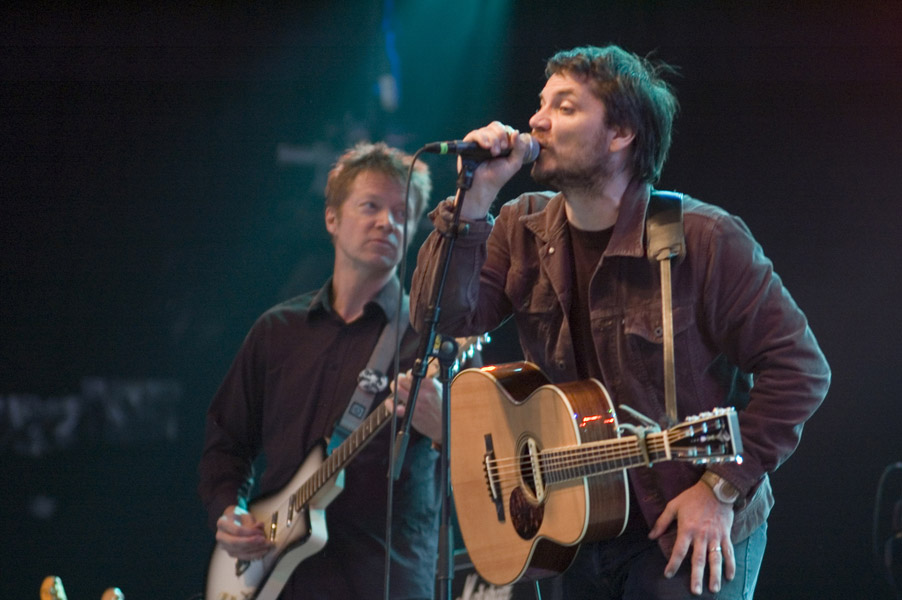
Vencedor de 2005, Wilco

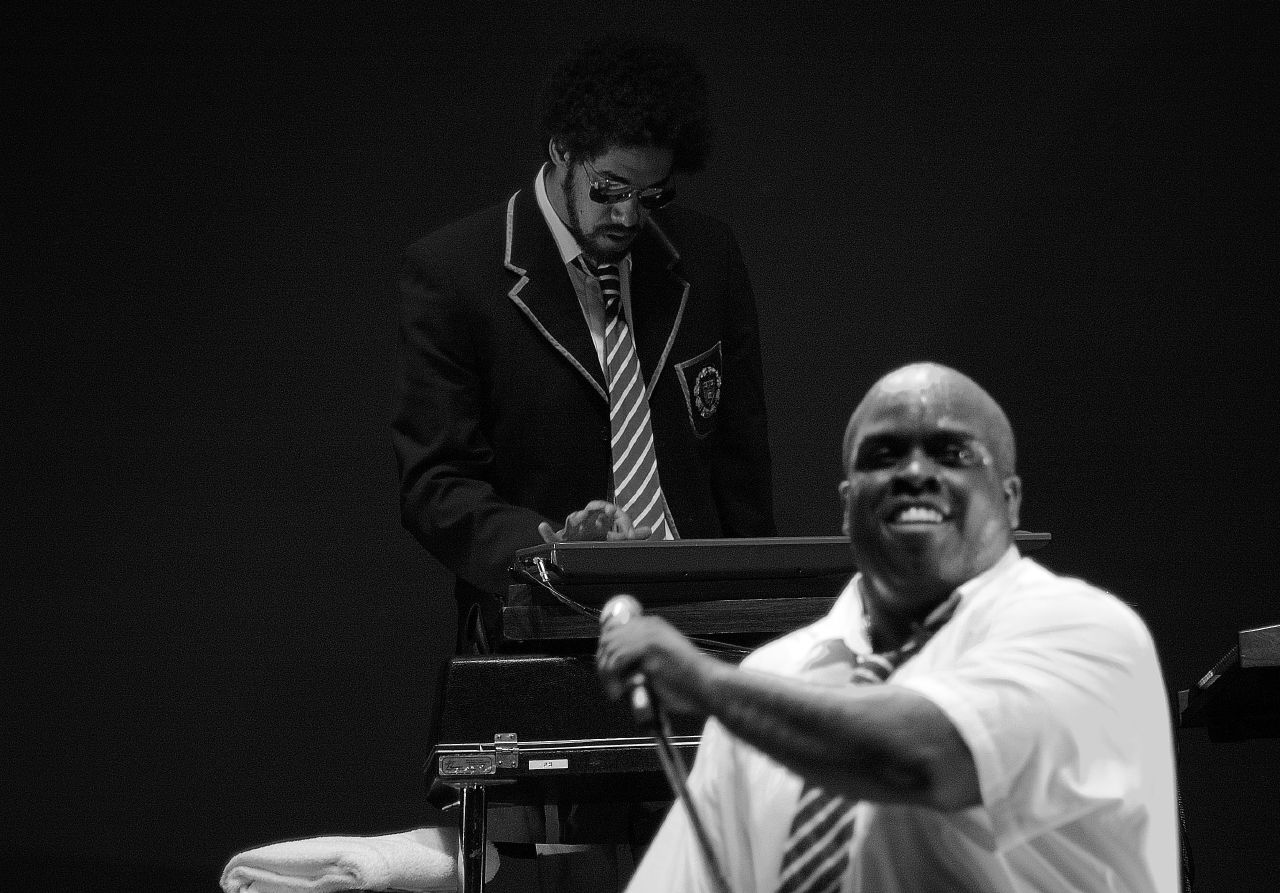
Danger Mouse e Cee-Lo Green do Gnarls Barkley

| Ano  | Artista           | Nacionalidade  | Trabalho                         | Indicado | Ref.   |
| ---- | ----------------- | -------------- | -------------------------------- | --- | ------ |
| 1991 | Sinéad O'Connor   | Irlanda        | I Do Not Want What I Haven't Got | - World Party – Goodbye Jumbo | [ 5 ]  |
| 1992 | R.E.M.            | Estados Unidos | Out of Time                      | - Richard Thompson – Rumor and Sigh | [ 7 ]  |
| 1993 | Tom Waits         | Estados Unidos | Bone Machine                     | - XTC – Nonsuch | [ 8 ]  |
| 1994 | U2                | Irlanda        | Zooropa                          | - The Smashing Pumpkins – Siamese Dream | [ 9 ]  |
| 1995 | Green Day         | Estados Unidos | Dookie                           | - Nine Inch Nails – The Downward Spiral | [ 10 ] |
| 1996 | Nirvana           | Estados Unidos | MTV Unplugged in New York        | - The Presidents of the United States of America – The Presidents of the United States of America | [ 11 ] |
| 1997 | Beck              | Estados Unidos | Odelay                           | - The Smashing Pumpkins – Mellon Collie and the Infinite Sadness | [ 12 ] |
| 1998 | Radiohead         | Reino Unido    | OK Computer                      | - The Prodigy – The Fat of the Land | [ 13 ] |
| 1999 | Beastie Boys      | Estados Unidos | Hello Nasty                      | - The Smashing Pumpkins – Adore | [ 14 ] |
| 2000 | Beck              | Estados Unidos | Mutations                        | - Nine Inch Nails – The Fragile | [ 15 ] |
| 2001 | Radiohead         | Reino Unido    | Kid A                            | - Paul McCartney – Liverpool Sound Collage | [ 16 ] |
| 2002 | Coldplay          | Reino Unido    | Parachutes                       | - Radiohead – Amnesiac | [ 17 ] |
| 2003 | Coldplay          | Reino Unido    | A Rush of Blood to the Head      | - The Soundtrack of Our Lives – Behind the Music | [ 18 ] |
| 2004 | The White Stripes | Estados Unidos | Elephant                         | - Yeah Yeah Yeahs – Fever to Tell | [ 19 ] |
| 2005 | Wilco             | Estados Unidos | A Ghost Is Born                  | - Modest Mouse – Good News for People Who Love Bad News | [ 20 ] |
| 2006 | The White Stripes | Estados Unidos | Get Behind Me Satan              | - Franz Ferdinand – You Could Have It So Much Better | [ 21 ] |
| 2007 | Gnarls Barkley    | Estados Unidos | St. Elsewhere                    | - Thom Yorke – The Eraser | [ 22 ] |
| 2008 | The White Stripes | Estados Unidos | Icky Thump                       | - The Shins – Wincing the Night Away | [ 23 ] |
| 2009 | Radiohead         | Reino Unido    | In Rainbows                      | - My Morning Jacket – Evil Urges | [ 24 ] |
| 2010 | Phoenix           | França         | Wolfgang Amadeus Phoenix         | - Yeah Yeah Yeahs – It's Blitz! | [ 25 ] |
| 2011 | The Black Keys    | Estados Unidos | Brothers                         | - Vampire Weekend – Contra | [ 26 ] |
| 2012 | Bon Iver          | Estados Unidos | Bon iver                         | - Death cab for a Cutie - "Codes And Keys" - Foster The People - "Torches" - My Morning Jacket - "Circuital" - Radiohead - "The King Of Limbs"                                                                    | [ 27 ] |
| 2013 | Gotye             | Estados Unidos | Making Mirrors                   | - Fiona Apple - The Idler Wheel Is Wiser Than the Driver of the Screw and Whipping Cords Will Serve You More Than Ropes Will Ever Do - Björk - Biophilia - M83 - Hurry Up, We're Dreaming - Tom Waits - Bad As Me | [ 28 ] |
| 2014 | Vampire Weekend   | Estados Unidos | Modern Vampires of the City      | - Neko Case - The Worse Things Get, the Harder I Fight, the Harder I Fight, the More I Love You - The National - Trouble Will Find Me - Nine Inch Nails - Hesitation Marks - Tame Impala - Lonerism               | [ 29 ] |
| 2015 | St. Vincent       | Estados Unidos | St. Vincent                      | - Alt-J - This is All Yours - Arcade Fire - Reflektor - Cage the Elephant - Melophobia - Jack White - Lazaretto                                                                                                   | [ 30 ] |
| 2016 | Alabama Shakes    | Estados Unidos | Sound & Color                    | - Björk - Vulnicura - My Morning Jacket - The Waterfall - Tame Impala - Currents - Wilco - Star Wars | [ 31 ] |
| 2017 | David Bowie       | Estados Unidos | Blackstar                        | - Bon Iver - 22, A Million - PJ Harvey - The Hope Six Demolition Project - Iggy Pop - Post Pop Depression - Radiohead - A Moon Shaped Pool                                                                        | [ 32 ] |
| 2018 | The National      | Estados Unidos | Sleep Well Beast                 | - Arcade Fire - Everything Now - Gorillaz - Humanz - LCD Soundsystem - American Dream - Father John Misty - Pure Comedy                                                                                           | [ 33 ] |
| 2019 | Beck              | Estados Unidos | Colors                           | - Arctic Monkeys - Tranquility Base Hotel & Casino - Björk - Utopia - David Byrne - Americam Utopia - St. Vincent - MASSEDUCTION                                                                                  | [ 34 ] |
| 2020 | Vampire Weekend   | Estados Unidos | Father of the Bride              | - Big Thief - U.F.O.F. - Bon Iver - I, I - James Blake - Assume Form - Thom Yorke - Anima | [ 35 ] |
| 2021 | Fiona Apple       | Estados Unidos | Fetch the Bolt Cutters           | - Beck - Hyperspace - Brittany Howard - Jaime - Phoebe Bridgers - Punisher - Tame Impala - The Slow Rush | [ 36 ] |